# 카오스

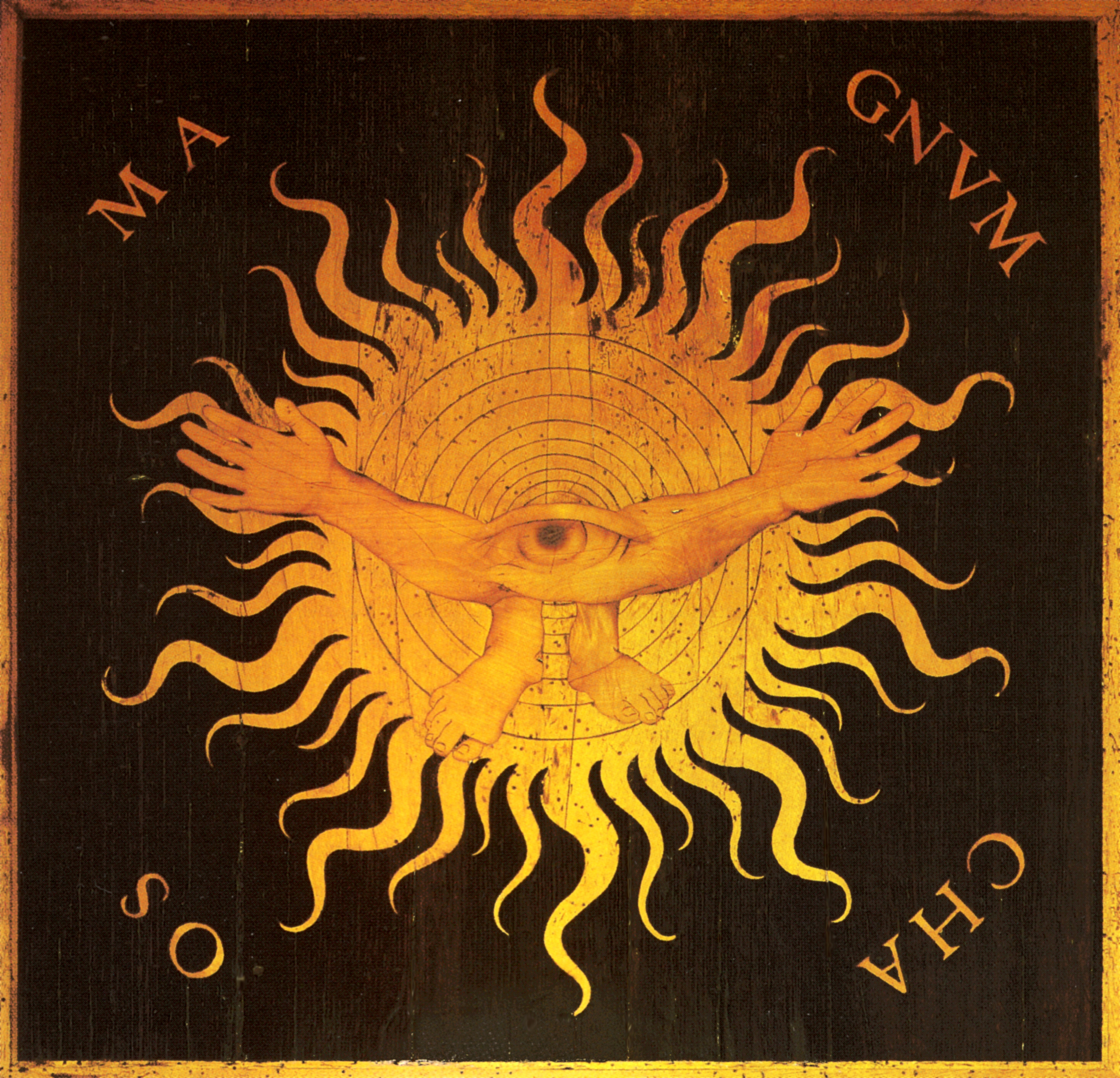
카오스

카오스(고대 그리스어: χάος Khaos[*], 영어: Chaos)는 헤시오도스의 그리스 신화에서 최초로 언급된 개념인 '공허'(우주가 들어갈 공간)를 말한다. 카오스는 무(無) 또는 절대공간으로, 카오스 외에 처음으로 무언가가 나타나기 전까지는 어떤 것도 존재하지 않았다.
헤시오도스(기원전 7세기경)의 《신통기》에 따르면, 카오스 다음에 '자연적으로' 나타난 것은 가이아(땅, 대지)이다. 즉, 신통기에 따르면 가이아는 카오스로부터 태어난 것이 아니라 카오스 다음에 '자연적으로' [카오스라는 공간 속에] 나타났다. 마찬가지로 자연적으로 타르타로스와 에로스가 순서대로 나타남으로써 태초에 자연적으로 나타난 네 신(즉, 4가지 힘 · 원리 또는 법칙)이 있게 되었다.
이에 비해 아리스토파네스(기원전 445~385년경)의 《새》에 따르면, 태초에 카오스(공기, 태초의 공기) · 닉스 · 에레보스 · 타르타로스의 4가지 힘이 있었으며, 아직 가이아(Ge: 가이아)와 아이테르(Aer: 공기, 대기)와 우라노스는 존재하지 않았다.

## 사전적 의미
원뜻은 "입을 벌리다(chainein)"이며, 이것이 명사화로 굳어지면서 "캄캄한 텅빈 공간"을 의미한다.
그리고 혼돈이라고 번역될 수 있다.

## 우주발생론

### 헤시오도스의 우주발생론
헤시오도스(기원전 7세기경)의 《신들의 계보》에서는 세계 즉 우주의 발생을 다음과 같이 기술하고 있다.
태초에 4가지 힘이 자연적으로 나타났는데, 가장 처음에 카오스(χάος Khaos 무(無), 텅 빈 공간, 대공허[*])가 나타났다. 다음으로 가이아(Γαῖα Gaia 땅, 대지, 사후세계와 대비대는 현세, 활동의 공간[*])와 타르타로스(Τάρταρος Tartaros 지하세계 또는 지하세계의 맨 아래 공간, 사후세계, 활동정지 · 휴식 또는 망각의 공간[*])와 에로스(Ἔρως Eros 사랑, 욕구, 결합 · 번식 · 번영하려는 의지[*])가 순서대로 나타났다.
그런 후 카오스로부터 배우자 없이 어둠과 암흑의 남신인 에레보스와 밤의 여신인 닉스가 태어났다.
그런 후 에레보스와 닉스의 "사랑의 결합에 의해(from union in love with)" 상층의 대기의 남신인 아이테르와 낮의 여신인 헤메라가 태어났다. [즉, 밤(에레보스와 닉스)으로부터 낮(아이테르와 헤메라)이 태어나, 밤과 낮 즉 시간(운동과 변화)이 있게 되었다.]
그런 후 가이아는 "감미로운 사랑의 결합 없이(without sweet union of love)" 즉 배우자 없이 우라노스(Οὐρανός Ouranos 하늘[*])와 '온갖 우로스(Oὔρος Ouros 산[*])들'과 폰토스(Πόντος Pontos 바다[*])를 낳았다.
그런 후 가이아와 우라노스의 사랑의 결합에 의해, 오케아노스(세계해, 대지 즉 가이아를 둘러싸고 있는 거대한 강)와 크로노스(농경의 신)를 비롯한 제1세대 티탄들인 12티탄들과 퀴클롭스 삼형제와 헤카톤케이레스 삼형제가 차례대로 태어났다.
가이아(땅)로부터 우라노스(하늘)가 태어나고, 가이아와 우라노스의 결합 즉 땅과 하늘의 사랑의 결합에 의해 제1세대 티탄들이 태어나면서 그리스 신화에서 신들의 시대가 본격적으로 시작된다. 즉, 가이아(땅)와 우라노스(하늘)의 결합 이전까지는 우주의 모든 물리적 · 공간적 요소들이 갖추어져 가는 과정이고, 이후의 과정은 우주의 모든 물리적 · 공간적 요소들이 갖추어진 후 12티탄의 출생을 시작으로 하여 신들이 본격적으로 활동하는 시대이다. 말하자면, 우주의 몸이 갖추어진 후에 우주의 의식이 본격적으로 활동을 펼쳐가고 본격적인 사건들이 일어나는 것이다.
본격적인 활동이라는 측면에서 볼 때, 12티탄들 중에 강의 신 오케아노스와 농경의 신 크로노스가 있는 것은 문명의 발생과 관련하여 주목할 만한 사항이다. 더 흥미로운 점은, 《신들의 계보》에 따르면, 12티탄들 중에 가장 먼저 태어난 신이 오케아노스(강)이고 가장 나중에 태어난 신이 크로노스(농업)이다. 《신들의 계보》에서는 바다 즉 폰토스를 칭할 때 종종 "결실이 없는 바다(fruitless sea)"라고 부르는데 이것은 지류가 없다는 뜻이다. 보다 정확히 말하면, 폰토스의 자녀나 폰토스(바다)에서 나는 산물이 없다는 말이 아니라 지류로서의 자녀가 없다는 뜻, 즉, 바다는 오직 하나가 있을 뿐이라는 뜻이다. 이에 비해 오케아노스(세계해, 강)에게는 6000의 지류들 즉 3000의 딸들(오케아니스)과 3000의 아들들(포타모이)이 있다.  예를 들어, 나일강(닐로스)은 3000명의 아들들 가운데 하나이다.
《신들의 계보》에서, 본격적인 사건은 우라노스가 자신의 자녀들 중 키클롭스 삼형제와 헤카톤케이레스 삼형제를 처음부터 싫어하여 태어나자마자 타르타로스에 감금하는 참혹한 사건으로부터 시작된다. 즉, 키클롭스 삼형제와 헤카톤케이레스 삼형제가 활동정지 상태에 들어가는 사건이 발생하고 이에 가이아(땅)가 커다란 슬픔과 고통을 느껴 신음하다가 이 문제를 해결하기 위해 나서면서 그리스 신화의 본격적인 이야기가 펼쳐진다. (이에 대한 자세한 내용은 "크로노스" 문서를 참조하시오.)

### 아리스토파네스의 우주발생론
아리스토파네스(기원전 445~385년경)의 희극 《새》(Birds)에서는 세계 즉 우주의 발생을 다음과 같이 기술하고 있다.
태초에 카오스(공기, 태초의 공기) · 닉스(밤) · 에레보스(어둠) · 타르타로스(지옥의 구덩이)의 4가지 힘이 있었으며, 아직 가이아 (Ge: 가이아)와 아이테르(Aer: 공기, 대기)와 우라노스는 존재하지 않았다.
검은 날개를 한 닉스(밤)가 에레보스(어둠)의 무한한 심연 속에 "씨앗이 없는 알(germless egg: 배우자 없이 낳은 알)"을 낳았다.
아주 긴 시대들(ages)이 지난 후에, 이 알에서 빛나는 황금 날개를 가진 우아한 에로스(사랑)가 나왔다. [즉, 씨앗이 없는 알에서 즉 배우자 없이 에로스가 나왔다.]
그(즉, 에로스)는 타르타로스에서 자신처럼 날개를 가진 '어두운 카오스(dark Khaos: 공기)'와 짝짓기를 하였고, 그리하여 우리의 종족(새들)을 낳았는데, [어둠을 벗어나] 빛을 본 최초의 종족이었다. [즉, 결혼에 의해서는 필멸자인 새들이 불멸자인 신들보다 먼저 태어났다.]
불멸자 종족은 에로스가 세계의 모든 구성요소들을 가져온 후에야 비로소 존재하였다. 그들(즉, 세계의 모든 구성요소가 형성된 후의 에로스와 카오스)의 결혼으로부터 우라노스(하늘)와 오케아노스(세계해, 강)와 가이아(Ge: 가이아)와 불멸의 종족인 축복받은 신들이 나타났다.

## 같이 보기
- 혼돈
- 크로노스
- 가이아
- 포세이돈
- 하데스
- 헬리오스
- 헤르메스
- 헤라클레스
- 제우스
- 하데스

## 참고 문헌
- (고대 그리스어) 헤시오도스 지음 (기원전 7세기). 《신들의 계보》. 페르세우스 프로젝트.
- (영어) Hesiod 지음, Hugh G. Evelyn-White 영역 (1914). 《Theogony (신들의 계보)》. Loeb Classical Library Volume 57. London: William Heinemann.